# Byxången
Byxången är en sjö i Malung-Sälens kommun i Dalarna och ingår i Dalälvens huvudavrinningsområde. Sjön är 18 meter djup, har en yta på 0,686 kvadratkilometer och är belägen 443 meter över havet. Vid provfiske har bland annat abborre, gädda, mört och sik fångats i sjön.

## Delavrinningsområde
Byxången ingår i det delavrinningsområde (672406-137131) som SMHI kallar för Utloppet av Byxången. Medelhöjden är 488 meter över havet och ytan är 11,89 kvadratkilometer. Det finns inga avrinningsområden uppströms utan avrinningsområdet är högsta punkten. Sångan (Tvärån) som avvattnar avrinningsområdet har biflödesordning 4, vilket innebär att vattnet flödar genom totalt 4 vattendrag innan det når havet efter 414 kilometer. Avrinningsområdet består mestadels av skog (70 procent) och sankmarker (19 procent). Avrinningsområdet har 0,83 kvadratkilometer vattenytor vilket ger det en sjöprocent på 7 procent.

## Fisk
Vid provfiske har följande fisk fångats i sjön:
- Abborre
- Gädda
- Mört
- Sik
- Siklöja